# Johanna Schaible
Johanna Schaible (* 1984) ist eine Schweizer Künstlerin und Illustratorin. Mit ihrem ersten Bilderbuch Es war einmal und wird noch lange sein gewann sie an den 44. Solothurner Literaturtagen den Schweizer Kinder- und Jugendbuchpreis 2022. Das Buch wurde bisher in neun Sprachen übersetzt.

## Leben
Johanna Schaible schloss 2013 ihr Studium in Design & Kunst an der Hochschule in Luzern ab. Sie arbeitet seither als Künstlerin und Illustratorin in Bern. Dort führt sie unter anderem das offene Kunstatelier Kidswest für Kinder und Jugendliche.

## Auszeichnungen und Nominierungen
- 2019: Siegerin dPictus-Präsentation, Frankfurter Buchmesse[5]
- 2022: Siegerin Schweizer Kinder- und Jugendbuchpreis
- 2022: Nominierung für den Deutschen Jugendliteraturpreis in der Sparte Bilderbuch[6]

## Publikationen
- 2021: Es war einmal und wird noch lange sein. Bilderbuch. Carl Hanser Verlag, ISBN 978-3-446-26981-1.